# Фёдоровка (Кодымская городская община)
Фёдоровка (укр. Федорівка) — село (посёлок до 22.09.2006), относится к Кодымскому району Одесской области Украины.
Население по переписи 2001 года составляло 185 человек. Почтовый индекс — 66004. Телефонный код — 4867. Занимает площадь 0,79 км². Код КОАТУУ — 5122583602.

## Местный совет
66004, Одесская область, Кодымский р-н, с. Лысогорка